# Recopa Africana 2002
La Recopa Africana 2002 es la 28ª edición de este torneo de fútbol a nivel de clubes de África organizado por la CAF y que contó con la participación de 37 equipos campeones de copa de sus respectivos países.
El Wydad Casablanca de Marruecos venció en la final al Asante Kotoko FC de Ghana para ganar el título por primera vez.

## Ronda Preliminar
| Equipo 1                 | Agr. | Equipo 2            | Ida | Vuelta |
| ------------------------ | ---- | ------------------- | --- | ------ |
| Akokana FC               | 1–3  | Gazelle FC          | 0–0 | 1–3    |
| Atlético Malabo          | w/o1 | Sara Sport          | —   | —      |
| Les Citadins FC          | 6–3  | Stade Centrafricain | 4–0 | 2–3    |
| Polisi SC                | 2–1  | Guna Trading FC     | 0–0 | 2–1    |
| US Beau-Bassin Rose-Hill | 4–3  | Extension Gunners   | 3–2 | 1–1    |

1- El Sara Sport no se presentó al partido de ida.

## Primera Ronda
| Equipo 1                 | Agr.         | Equipo 2           | Ida | Vuelta |
| ------------------------ | ------------ | ------------------ | --- | ------ |
| Gazelle                  | 1–6          | USM Alger          | 0–0 | 1–6    |
| Kaloum Star              | 3–7          | Mangasport         | 2–2 | 1–5    |
| Express                  | 3–3 (1-4 p.) | Ghazl El Mahalla   | 2–1 | 1–2    |
| Atlético Malabo          | 2–5          | Al-Ahli            | 2–2 | 0–3    |
| ASC SONACOS              | 0–3          | Wydad Casablanca   | 0–0 | 0–3    |
| Mamahira                 | 0–6          | Alliance Bouaké    | 0–4 | 0–2    |
| Les Citadins             | 1–4          | Fovu Baham         | 1–3 | 0–1    |
| Dolphins                 | 1–2          | AS Police          | 1–0 | 0–2    |
| Polisi SC                | 0–9          | Hammam-Lif         | 0–2 | 0–7    |
| AFC Leopards             | 0–1          | Al-Mourada         | 0–1 | 0–0    |
| Kaizer Chiefs            | desc.1       | US Transfoot       | 4–0 | —      |
| US Beau-Bassin Rose-Hill | 0–1          | Jeanne d'Arc       | 0–1 | 0–0    |
| Asante Kotoko            | 4–2          | Sonangol do Namibe | 2–0 | 2–2    |
| Maxaquene                | 3–3 (v.)     | Santos             | 3–1 | 0–2    |
| Zanaco                   | 4–4 (v.)2    | Vita Club          | 4–1 | 0–3    |
| Shabanie Mine            | 1–3          | St Michel United   | 1–0 | 0–3    |

1- El Kaizer Chiefs no se presentó al partido de vuelta en Tamatave por problemas de transporte y fue descalificado.

## Segunda Ronda
| Equipo 1         | Agr.         | Equipo 2         | Ida | Vuelta |
| ---------------- | ------------ | ---------------- | --- | ------ |
| Mangasport       | 1–3          | USM Alger        | 1–2 | 0–1    |
| Al-Ahli          | 2–3          | Ghazl El Mahalla | 2–1 | 0–2    |
| Alliance Bouaké  | 1–6          | Wydad Casablanca | 1–1 | 0–5    |
| Police           | 0–0 (4-3 p.) | Fovu Baham       | 0–0 | 0–0    |
| Al-Mourada       | 3–0          | CS Hammam-Lif    | 2–0 | 1–0    |
| Jeanne d'Arc     | desc.1       | US Transfoot     | 3–1 | —      |
| Santos           | 4–4 (v.)     | Asante Kotoko    | 3–3 | 1–1    |
| St Michel United | 1–3          | Vita Club        | 0–1 | 1–2    |

1- El Jeanne d'Arc no se presentó al partido de vuelta y fue descalificado.

## Cuartos de final
| Equipo 1      | Agr. | Equipo 2         | Ida | Vuelta |
| ------------- | ---- | ---------------- | --- | ------ |
| Al-Mourada SC | 0–4  | AS Police        | 0–1 | 0–3    |
| Asante Kotoko | 5–4  | Ghazl El Mahalla | 3–0 | 2–4    |
| AS Vita Club  | 2–3  | Wydad Casablanca | 1–0 | 1–3    |
| US Transfoot  | 3–11 | USM Alger        | 1–3 | 2–8    |

## Semifinales
| Equipo 1         | Agr.     | Equipo 2  | Ida | Vuelta |
| ---------------- | -------- | --------- | --- | ------ |
| Asante Kotoko    | 7–2      | Police    | 4–0 | 3–2    |
| Wydad Casablanca | 2–2 (v.) | USM Alger | 0–0 | 2–2    |

## Final
| Equipo 1         | Agr.     | Equipo 2      | Ida | Vuelta |
| ---------------- | -------- | ------------- | --- | ------ |
| Wydad Casablanca | 2–2 (v.) | Asante Kotoko | 1–0 | 1–2    |

## Campeón
| Recopa Africana 2002       |
| -------------------------- |
| Bandera de Marruecos       |
| Wydad Casablanca 1º Título |